# Tjärgöl
Tjärgöl är en sjö i Västerviks kommun i Småland och ingår i Marströmmens huvudavrinningsområde.